# Marcelo Morales (football, 1966)
Pour les articles homonymes, voir Marcelo Morales.
Marcelo Morales est un footballeur argentin né le 9 octobre 1966 à San Isidro en Argentine.